# Samsung Ativ S
 (mai 2014).
Le Samsung Ativ S est un smartphone de type Windows Phone du constructeur Samsung.
C'est le premier téléphone de Samsung disposant de cet OS, dévoilé lors de l'Internationale Funkausstellung Berlin 2012.
Ce téléphone se classe parmi les smartphones haut de gamme sous Windows phone 8 grâce à son écran super AMOLED 4.8 pouces et à son processeur dual-core 1,5 GHz.
Il bénéficiera de la mise à jour Windows Phone 8.1 comme la plupart des smartphones Windows Phone 8 existants. Il est le seul smartphone de Samsung, disponible en France, tournant sous la dernière version de l'OS de Microsoft.
Samsung lance son smartphone sous OS Windows Phone 8, dévoilé lors de l'IFA 2012. Le Samsung ATIV S (inspiré du mot “VITA” qui signifie “vie” en latin) est doté d'un écran tactile Super AMOLED HD de 4,8 pouces, un processeur dual-core cadencé à 1,5 GHz accompagné de 1 Go de mémoire vive (RAM).
Ce smartphone HSPA+ 42 Mbit/s embarquera un appareil photo 8 mégapixels, capable d'enregistrer des vidéos 1080p, avec autofocus et flash LED. À noter également la présence d’un capteur visio de 1,9 mégapixel sur la face avant. 
Le Samsung ATIV S est également un smartphone ultra-connecté, disposant du Bluetooth et d'un Wi-Fi (n). Doté d'un lecteur MP3 et d'une prise jack 3,5 mm, ce nouveau mobile dispose également d'un lecteur-enregistreur vidéo Full HD. Enfin, Samsung a opté pour une batterie 2 300 mAh, ce qui devrait fournir au Samsung ATIV S une autonomie suffisante.